# Pedone (codice della strada)

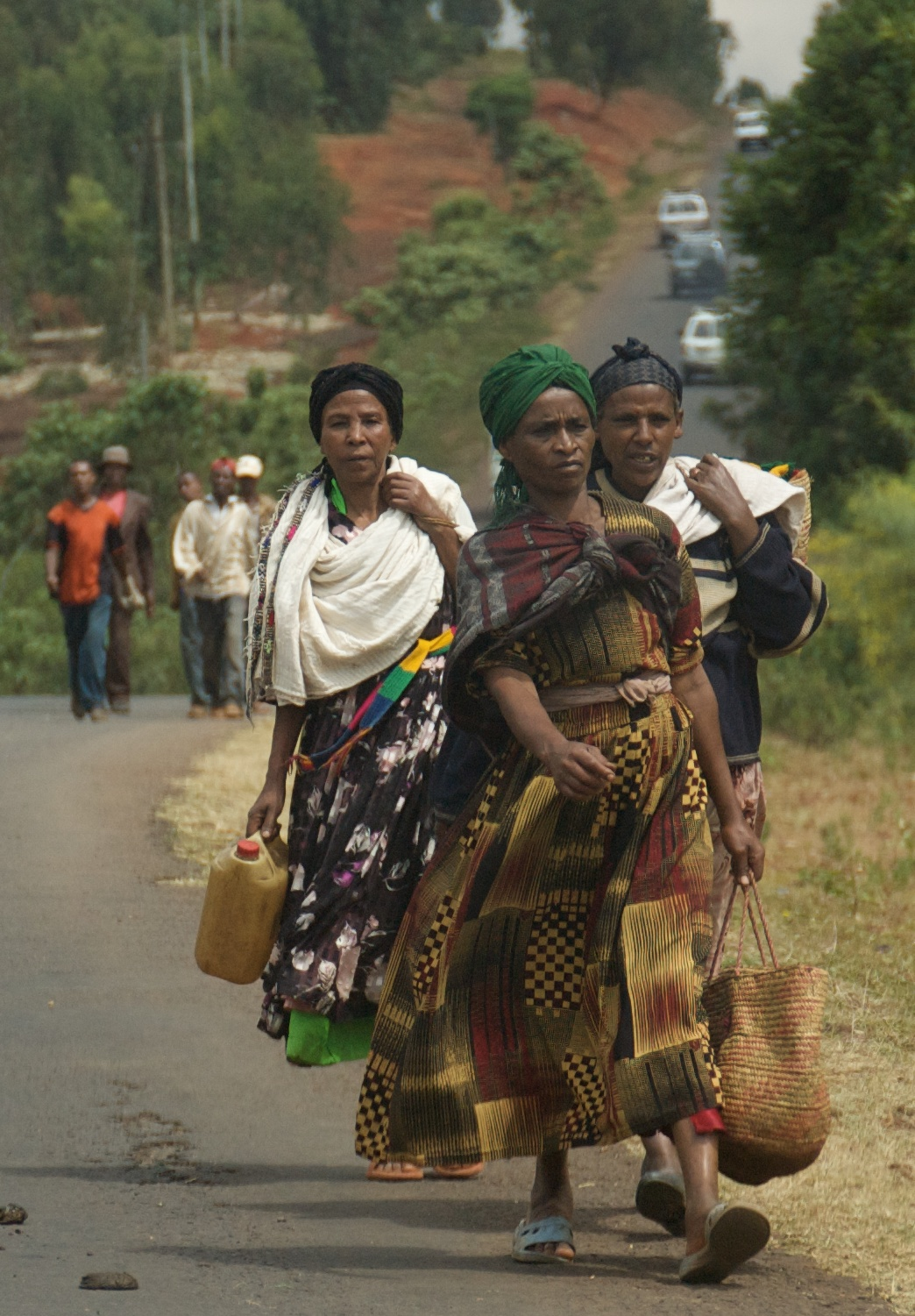
Pedoni sul margine di una carreggiata

Il pedone è, secondo il codice della strada, chiunque circoli su una strada pubblica privo di qualsiasi mezzo di trasporto. Anche il pedone, al pari dei conducenti dei veicoli, deve osservare determinate norme comportamentali che garantiscono la sicurezza e l'adeguata convivenza delle diverse utenze delle strade.
La parola pedone potrebbe essere stata usata nel francese medio nel Recueil des Croniques et Anchiennes Istories de la Grant Bretaigne, à présent nommé Engleterre.
In California la definizione di pedone è stata ampliata per includere chiunque sia a bordo di qualsiasi veicolo a propulsione umana che non sia una bicicletta, così come le persone che utilizzano sedie a rotelle semoventi per motivi di disabilità fisica. In alcune comunità, coloro che viaggiano su ruote minuscole come pattini a rotelle, skateboard e scooter, così come gli utenti su sedia a rotelle sono anche inclusi come pedoni.

## Rapporto tra pedone, città e veicoli
A chi cammina sono stati dedicati, soprattutto nelle città, itinerari specifici esclusivi e protetti, comprendenti marciapiedi, sottopassi e sovrappassi, ma in diverse condizioni si trova a dover interagire con tutta la massa degli altri veicoli circolanti.
L'evoluzione del rapporto tra pedoni e veicoli, nel tentativo di aumentare sempre più la sicurezza stradale, è stata scandita:
- strisce pedonali (segnaletica orizzontale) visibili a lunga distanza e preannunciate da apposita segnaletica verticale
  - strisce pedonali bordate, sempre di colore bianco, inserite in un'area riempita da un colore di contrasto (rosso, verde, blu)
  - strisce pedonali rialzate, strisce pedonali leggermente sopraelevate rispetto alla sede stradale onde indurre i veicoli motorizzati a un rallentamento.
- semafori pedonali nelle aree di maggior traffico o di maggior grado di pericolosità

## Storia
Camminare è sempre stato il mezzo principale di locomozione umana. I primi esseri umani a migrare dall'Africa, circa 60.000 anni fa, camminavano. Lo fecero lungo la costa dell'India per raggiungere l'Australia. Attraversarono l'Asia per raggiungere le Americhe e dall'Asia centrale all'Europa.
Con l'avvento delle auto all'inizio del 20º secolo, le auto presero il sopravvento e "la gente scelse l'auto", ma c'erano molti gruppi e movimenti che si attenevano al camminare come mezzo di trasporto preferito per la vita quotidiana e alcuni che hanno organizzato e cercato di portare avanti la loro convinzione e di controbilanciare la copertura mediatica unilaterale che spesso ha favorito le automobili, ad esempio come riferito da Peter Norton.
Durante il 18º e 19º secolo, il camminare era uno sport popolare proprio come l'equitazione lo è ancora in luoghi come il Regno Unito e gli Stati Uniti. Uno dei pedoni più famosi di quel periodo fu il capitano Robert Barclay Allardice, noto come "The Celebrated Pedestrian", di Stonehaven in Scozia. La sua impresa più impressionante è stata quella di camminare per 1 miglio (1,6 km) ogni ora per 1000 ore, risultato che ha ottenuto tra il 1 giugno e il 12 luglio 1809. Questa impresa ha catturato l'attenzione di molta gente. Durante il resto del 19º secolo, molte persone cercarono di ripetere questa impresa, inclusa Ada Anderson che la sviluppò ulteriormente percorrendo mezzo miglio (800 m) ogni quarto d'ora nelle 1.000 ore.
Dal 20º secolo, l'interesse per la camminata come sport è diminuito. La marcia è ancora uno sport olimpico, ma non riesce ad attirare l'attenzione del pubblico come ha fatto. Tuttavia, vengono ancora eseguite grandi imprese a piedi, come la passeggiata da Land's End a John o' Groats nel Regno Unito e la traversata del Nord America da costa a costa. La prima persona a fare il giro del mondo fu Dave Kunst, che iniziò la sua passeggiata viaggiando verso est da Waseca, Minnesota, il 20 giugno 1970 e completò il suo viaggio il 5 ottobre 1974, quando rientrò in città da ovest. Queste imprese sono spesso legate a una raccolta fondi di beneficenza e sono intraprese da celebrità come Sir Jimmy Savile e Ian Botham.

## Sentieri e strade

### Reti pedonali all'aperto
Le strade hanno spesso un sentiero designato per il traffico pedonale. Ci sono anche sentieri non associati a una strada; questi includono scorciatoie urbane e anche percorsi rurali utilizzati principalmente da escursionisti. I pedoni condividono alcuni sentieri con cavalli e biciclette: questi percorsi possono essere conosciuti come ippovie. Anche altre strade secondarie utilizzate dai pedoni sono accessibili ai veicoli. Ci sono anche molte strade senza sentiero. Alcune città moderne (come la nuova periferia di Peterborough in Inghilterra) sono progettate con la rete di sentieri e piste ciclabili quasi completamente separate dalla rete stradale.
Il termine sentiero è utilizzato anche dalle autorità in alcuni paesi per indicare qualsiasi percorso non collegato a una strada o una via. Se tali percorsi pedonali si trovano in ambienti urbani e sono destinati sia ai pedoni che ai ciclisti, possono essere chiamati percorsi ad uso condiviso o percorsi multiuso.
Alcune vie dedicate allo shopping sono riservate ai pedoni. Alcune strade hanno attraversamenti pedonali speciali. Un ponte esclusivamente per pedoni è un ponte pedonale.
Secondo la legge britannica, indipendentemente dalla presenza di un sentiero pedonale, i pedoni hanno il diritto di utilizzare la maggior parte delle strade pubbliche, escluse le autostrade e alcuni tunnel e ponti a pedaggio come il Blackwall Tunnel e il Dartford Crossing. Il codice della strada del Regno Unito consiglia ai pedoni di camminare nella direzione opposta al traffico.

### Reti pedonali interne
Le reti pedonali interne collegano le diverse stanze o spazi di un edificio. Aeroporti, musei, campus, ospedali e centri commerciali dispongono di strumenti che consentano il calcolo dei percorsi più brevi tra due destinazioni. La loro crescente disponibilità è dovuta alla complessità della ricerca dei percorsi in queste strutture. Diversi strumenti di mappatura, come OpenStreetMap, si stanno estendendo agli spazi interni.

## Pedonalizzazione
La pedonalizzazione potrebbe essere considerata come un processo di rimozione del traffico veicolare dalle strade cittadine o di limitazione dell'accesso veicolare alle strade per l'utilizzo da parte dei pedoni, al fine di migliorare l'ambiente e la sicurezza.
Sono in corso sforzi da parte dei gruppi di difesa dei pedoni per ripristinare l'accesso pedonale ai nuovi sviluppi, in particolare per contrastare i nuovi sviluppi, il 20-30% dei quali negli Stati Uniti non include i marciapiedi. Alcuni attivisti sostengono grandi zone pedonali dove sono ammessi solo pedoni e alcuni veicoli non a motore. Molti urbanisti hanno esaltato le virtù delle strade pedonali nelle aree urbane. Negli Stati Uniti la percentuale di famiglie senza auto è dell'8%, ma una notevole eccezione è New York City, l'unica località negli Stati Uniti dove più della metà di tutte le famiglie non possiede un'auto (la cifra è ancora più alta a Manhattan, oltre il 75%).
L'uso dell'auto per brevi tragitti è ufficialmente sconsigliato in molte parti del mondo e la costruzione o la separazione di percorsi pedonali dedicati nei centri cittadini riceve una priorità assoluta in molte grandi città dell'Europa occidentale, spesso in concomitanza con il miglioramento del trasporto pubblico. A Copenaghen, la zona pedonale dedicata allo shopping più lunga del mondo, Strøget, è stata sviluppata negli ultimi 40 anni principalmente grazie al lavoro dell'architetto danese Jan Gehl, un principio di progettazione urbana noto come copenhagenization.

## Problemi di sicurezza
La sicurezza è una questione importante nel momento in cui le auto possono attraversare la strada pedonale. Guidatori e pedoni condividono alcune responsabilità per il miglioramento della sicurezza degli utenti della strada. Gli incidenti stradali non sono inevitabili; sono sia prevedibili che prevenibili.
I principali rischi per i pedoni sono ben noti. Tra i fattori ben documentati vi sono: il comportamento del conducente (inclusi eccesso di velocità, consumo di alcol e guida); infrastrutture mancanti (compresi marciapiedi, valichi e isole); il design del veicolo che non lascia spesso scampo ai pedoni colpiti. Poiché i pedoni non sono protetti dal veicolo che potenzialmente può investirli, mentre lo sono gli occupanti delle auto, i pedoni sono generalmente classificati nella categoria degli utenti della strada vulnerabili, anche in Canada. La maggior parte delle lesioni ai pedoni si verifica mentre attraversano una strada, di notte e nel caso di incidente mortale molti vengono uccisi da un impatto frontale. In una tale situazione, un pedone adulto viene colpito dalla parte anteriore di un'auto (ad esempio, il paraurti tocca la gamba o l'area dell'articolazione del ginocchio).
Inoltre, la ricerca ha dimostrato che i crimini urbani, o la mera percezione dei crimini, incidono gravemente sulla salute mentale e fisica dei pedoni. Anche il comportamento dei pedoni stessi, senza il coinvolgimento dei veicoli, è un fattore chiave per la sicurezza dei pedoni.
Alcuni gruppi di interesse speciale considerano le vittime dei pedoni sulle strade americane una carneficina. Cinque stati - Arizona, California, Florida, Georgia e Texas - producono il 46% di tutte le morti di pedoni nel paese. L'avvento dei SUV è considerata una delle principali cause; la speculazione su altri fattori include la crescita della popolazione, la distrazione dei conducenti con i telefoni cellulari, la scarsa illuminazione stradale, l'alcol e le droghe e l'eccesso di velocità.
Le città hanno avuto risultati contrastanti nell'affrontare la sicurezza dei pedoni con il piano Vizion zero: Los Angeles ha fallito mentre New York ha avuto successo. Tuttavia, negli Stati Uniti, alcuni pedoni hanno solo 40 secondi per attraversare una strada a 10 corsie.
Le vittime dei pedoni sono molto più comuni in situazioni di incidente nell'Unione Europea che negli Stati Uniti. Nei paesi dell'UE, ogni anno vengono feriti più di 200.000 pedoni e ciclisti. Inoltre, ogni anno, più di 270.000 pedoni perdono la vita sulle strade del mondo. A livello globale i pedoni costituiscono il 22% di tutti i decessi stradali, ma potrebbero essere due terzi in alcuni paesi. Le vittime dei pedoni, nel 2016, sono 2,6 per milione di abitanti nei Paesi Bassi, 4,3 in Svezia, 4,5 per milione di abitanti in Galles, 5,3 in Nuova Zelanda, 6,0 in Germania; 7,1 nel Regno Unito, 7,5 in Australia, 8,4 in Francia, 8,4 in Spagna, 9,4 in Italia, 11,1 in Israele, 13 in Giappone, 13,8 in Grecia, 18,5 negli Stati Uniti d'America, 22,9 in Polonia e 36,3 in Romania.

### Impatto della progettazione stradale sulla sicurezza
È ben documentato che un lieve aumento della velocità potrebbe aumentare notevolmente la probabilità di un incidente ed esacerbare le vittime risultanti. Per questo motivo, la velocità massima consigliata è di 30 km/h (20 mph) o 40 km/h (25 mph) nelle aree residenziali e ad alto traffico pedonale, con regole di circolazione imposte sui limiti di velocità e misure di moderazione del traffico.
La progettazione di strade gioca un ruolo chiave nella sicurezza dei pedoni. Troppo spesso le strade sono progettate per i veicoli a motore, senza tener conto delle esigenze di pedoni e biciclette. L'inesistenza di marciapiedi e segnali aumenta il rischio per i pedoni. Questo difetto potrebbe essere osservato più facilmente su arterie stradali, incroci e corsie ad alta velocità senza un'adeguata attenzione alle strutture pedonali. Ad esempio, una valutazione delle strade in paesi di molti continenti mostra che l'84% delle strade sono prive di marciapiedi pedonali, mentre la velocità massima limitata è superiore a 40 km/h.
Tra i fattori che riducono la sicurezza stradale per i pedoni vi sono le corsie più larghe, l'allargamento della carreggiata e le carreggiate progettate per velocità più elevate e con un numero maggiore di corsie di circolazione.
Per questo motivo, alcune città europee come Friburgo (Germania) hanno abbassato il limite di velocità a 30 km/h sul 90% delle sue strade, per ridurre il rischio per i suoi abitanti. Con tale cambiamento, il 24% degli spostamenti giornalieri viene effettuato a piedi, contro il 28% in bicicletta e il 20% con i mezzi pubblici..
Una serie simile di politiche per scoraggiare l'uso delle auto e aumentare la sicurezza per i pedoni è stata attuata dalle capitali del nord Europa Oslo e Helsinki. Nel 2019, ciò ha comportato per la prima volta in entrambe le città il conteggio di zero morti per pedoni.
Una circostanza frequente di pericolo è quella in cui un'auto è ferma per fare attraversare un pedone e viene superata a destra in velocità da un'altra autovettura: se il pedone supera la prima auto, l'urto frontale è inevitabile. Tale incidente può essere prevenuto da una segnalazione visiva e sonora di pericolo da parte dell'auto ferma quando il radar e i sensori rilevano la presenza di un pedone.

### Stagionalità
In Europa, le vittime dei pedoni hanno un fattore stagionale, con il 6% delle vittime annuali che si verificano ad aprile e il 13% (due volte in più) che si verificano a dicembre. La motivazione di tale cambiamento potrebbe essere complessa.

## Sicurezza dei pedoni negli Stati Uniti
Negli Stati Uniti, il numero di pedoni uccisi è aumentato del 27% tra il 2007 e il 2016 e del 46% dal 2010 al 2020.
Nel 2016 e nel 2017 quasi 6.000 pedoni sono morti in un incidente automobilistico. Ciò non si è verificato durante i 25 anni precedenti secondo il GHSA.
Ogni stato degli Stati Uniti non è uguale sul tema delle vittime dei pedoni:
Il numero di vittime dei pedoni varia da uno alle Hawaii e nel Wyoming a 352 in California, nella prima metà del 2017.
L'Arizona ha il più alto tasso di morti per pedoni per popolazione residente (1,61), mentre le Hawaii hanno il più basso (0,07), durante il primo semestre 2017.
Il New Mexico ha il più alto tasso di mortalità dei pedoni (3,45) mentre il Nebraska ha il più basso (0,68), nel 2016.
Possibili cause dell'aumento delle vittime dei pedoni sono la depenalizzazione dell'uso ricreativo della marijuana e l'aumento dell'uso degli smartphone, fonte di distrazione.
Sette stati (Alaska, Colorado, Maine, Massachusetts, Nevada, Oregon, Washington) che hanno legalizzato la marijuana hanno un aumento del 16,4% delle vittime dei pedoni mentre altri stati hanno una diminuzione del 5,8%.
Al pronto soccorso i pedoni feriti aumentano in proporzione alla rilevanza dell'uso del cellulare negli Stati Uniti.

### Politiche statali per i pedoni negli Stati Uniti
Alcuni stati hanno sviluppato politiche 3E con applicazione, miglioramenti ingegneristici e istruzione pubblica, in base a strategie basate sull'evidenza.
La separazione dei pedoni dai veicoli a motore può essere migliorata con isole pedonali, marciapiedi, cavalcavia pedonali o sottopassaggi pedonali, segnali pedonali con conto alla rovescia, lampeggianti ibridi pedonali (o segnali HAWK).
I pedoni possono essere più visibili ai conducenti con un'illuminazione stradale migliorata, attraversamenti ad alta visibilità, fari lampeggianti.
Misure di ingegneria e applicazione per ridurre la velocità con maggiore spazio per modalità diverse da veicoli a motore, rotatorie, dispositivi di moderazione del traffico inclusi dossi o estensione del marciapiede, applicazione automatizzata del traffico.
Il Montana esamina annualmente i decessi sulle strade ad alto rischio e costruisce miglioramenti alle infrastrutture (incremento dell'attraversamento del blocco centrale; coordinamento dei segnali e miglioramenti dei tempi; illuminazione e segnaletica migliorata). Ciò richiede anche che i problemi pedonali siano presi in considerazione durante un progetto di costruzione. Le vittime tra i pedoni nel Montana diminuiscono del 37% tra i primi semestri del 2016 e la fine del 2017.
Il Vermont ha un programma di sicurezza stradale fatto dal governatore del Vermont dal 2015. Le vittime dei pedoni in quel paese sono diminuite del 60% tra i primi semestri 2016 e 2017.
Il Connecticut DOT (Connecticut Department of Transportation) è coinvolto nella politica in tutto lo stato. Le vittime dei pedoni nel Connecticut sono diminuite del 35% tra i primi semestri 2016 e 2017.
In California, il Dipartimento dei trasporti della California fornisce nuove rotatorie mentre l'Office of Traffic Safety finanzia le valutazioni dei pedoni nelle città in cui si verificano molti incidenti con i pedoni, sulla base di strategie di ingegneria, istruzione e applicazione. Le vittime dei pedoni in California sono diminuite del 18% tra i primi semestri 2016 e 2017.
In Texas, il DOT (Texas Department of Transportation) ha lavorato su problemi pedonali sulla I-35 nell'area di Austin e ha distribuito borse riflettenti a gruppi di pedoni a rischio (popolazione senzatetto e bambini in età scolare). L'istruzione è prevista anche per biciclette, pedoni, bambini. Il Texas fa affidamento anche sull'ingegneria con attraversamenti pedonali segnalati, segnali pedonali, nuovi marciapiedi, isole pedonali e estensioni dei marciapiedi esistenti. Le vittime tra i pedoni in Texas sono diminuite del 18% tra i primi semestri 2016 e 2017.
In California, nel 2022 sono stati proposti rimborsi fiscali apposta per i pedoni, che fornirebbero vantaggi a ogni individuo senza auto all'interno di una famiglia.

## Benefici per la salute e ambiente
Camminare regolarmente è importante sia per la salute umana che per l'ambiente naturale. L'esercizio frequente tra cui il camminare tende a ridurre la possibilità di obesità e problemi medici correlati. Al contrario, l'utilizzo dell'auto per brevi tragitti tende a contribuire sia all'obesità sia, attraverso le emissioni dei veicoli, al cambiamento climatico: i motori a combustione interna sono più inefficienti e altamente inquinanti durante i primi minuti di funzionamento (l'avviamento a freddo del motore). La disponibilità generale dei trasporti pubblici incoraggia a camminare, poiché, nella maggior parte dei casi, non porta direttamente a destinazione.

## Galleria d'immagini

I pedoni a New York City camminano durante l'ora di punta serale nel 1973
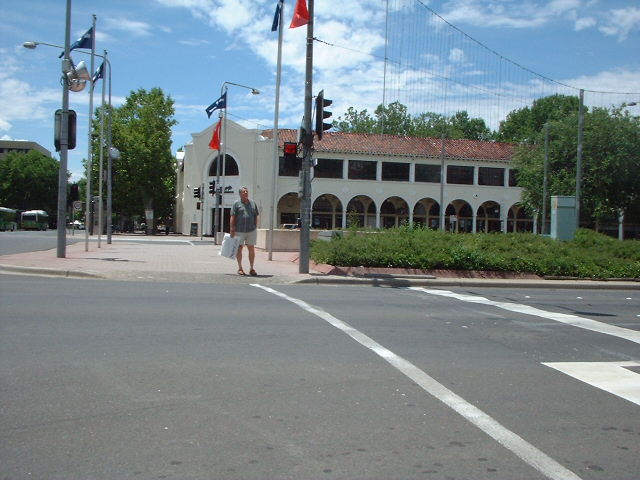
Un pedone all'incrocio tra Alinga Street e Northbourne Avenue, Canberra, Australia
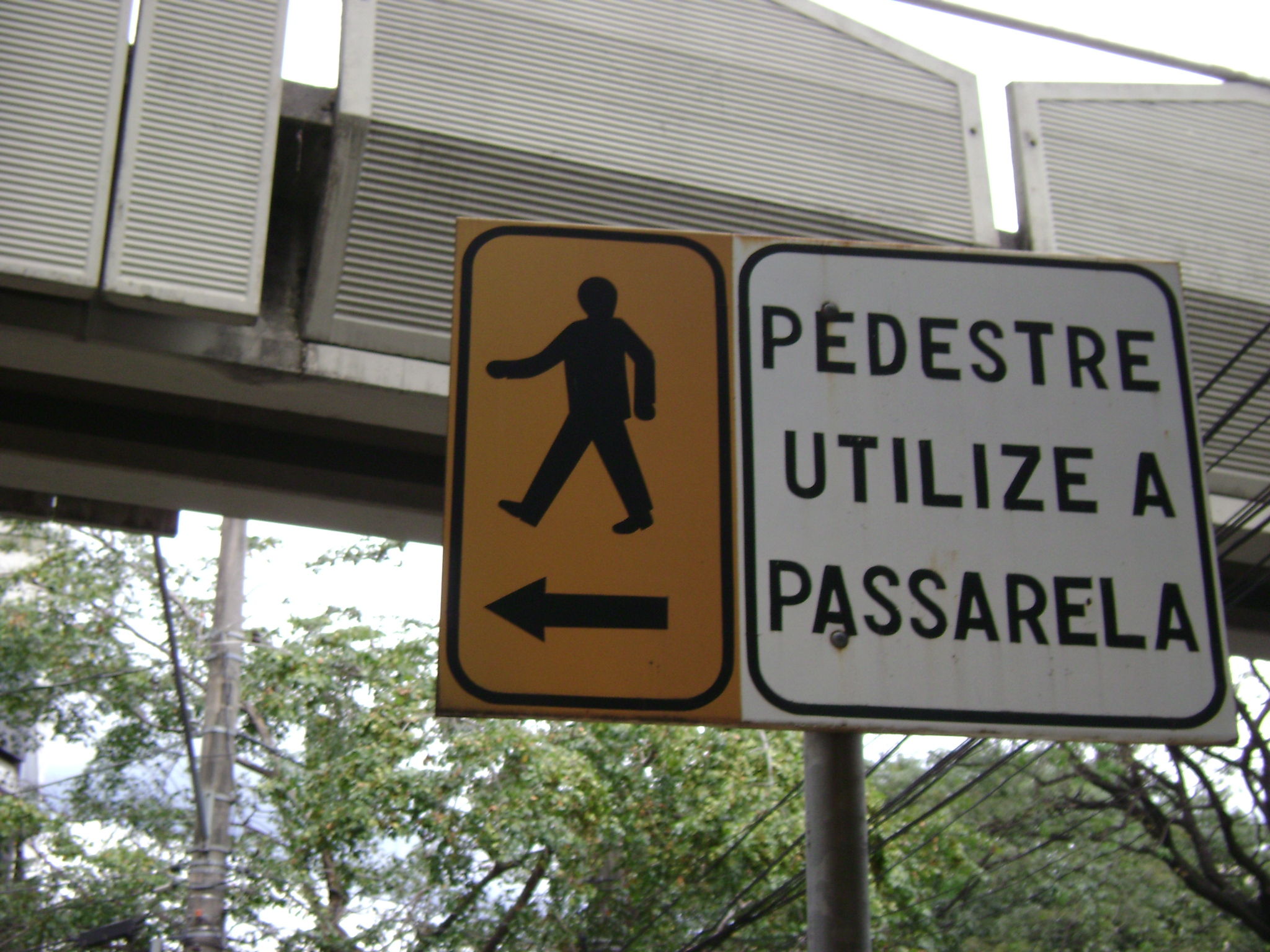
Un cartello a Belo Horizonte, Brasile, che indirizza i pedoni verso un cavalcavia per un attraversamento sicuro
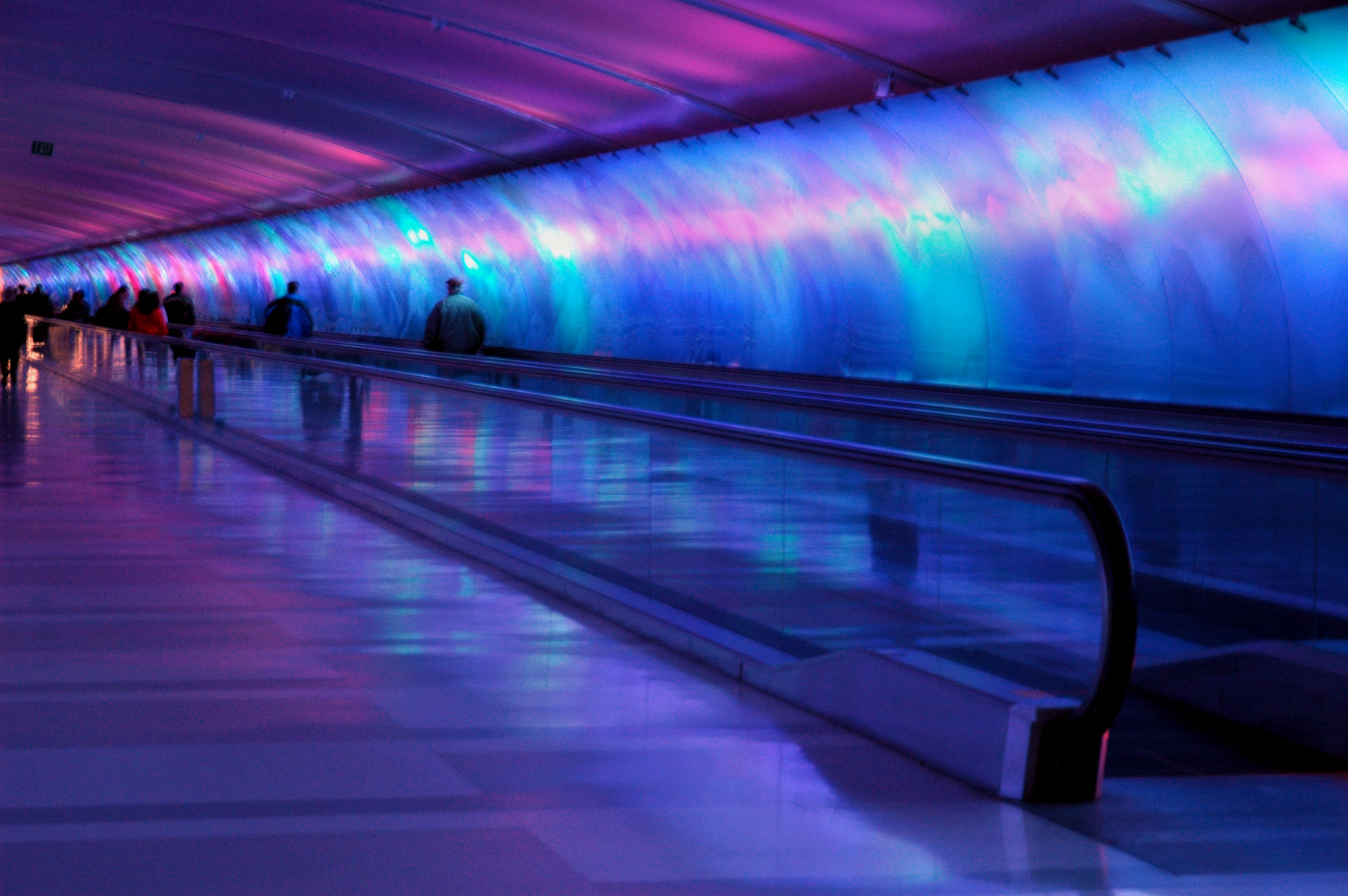
Tunnel pedonale colorato della luce all'aeroporto DTW di Detroit, Stati Uniti